# Mario Edwards Jr.
Mario Edwards Jr. (Gautier, 25 gennaio 1994) è un giocatore di football americano statunitense che milita nel ruolo di defensive end per gli Houston Texans della National Football League (NFL).

## Carriera universitaria
Edwards al college giocò a football a Florida State. Nella sua prima stagione, quella del 2012, disputò Edwards 11 partite, partendo per la prima volta come titolare nella finale della ACC al posto di Cornellius Carradine e chiudendo l'annata con 17 tackle e 1,5 sack. L'anno successivo salì a 28 tackle, 3,5 sack con un intercetto, vincendo il campionato NCAA. Nella sua ultima stagione nel college football fece registrare 23 tackle e 3 sack.

## Carriera professionistica

### Oakland Raiders
Considerato uno dei migliori defensive end selezionabili nel Draft NFL 2015, Edwards fu scelto nel corso del secondo giro (35º assoluto) dagli Oakland Raiders. Debuttò come professionista subentrando nella gara del primo turno contro i Cincinnati Bengals. Nella settimana 10 mise a segno 11 tackle e un sack contro i Minnesota Vikings, venendo premiato come rookie della settimana. La sua prima stagione si chiuse con 42 tackle, 2 sack e 3 fumble forzati in 14 presenze, di cui 10 come titolare.

### New York Giants
Il 2 settembre 2018, Edwards firmò con i New York Giants.

### New Orleans Saints
Il 15 marzo 2019, Edwards firmò un contratto biennale da 5 milioni di dollari con i New Orleans Saints.

### Chicago Bears
L'8 settembre 2020 Edwards firmò con i Chicago Bears. Nel marzo del 2021 firmò un nuovo contratto triennale del valore di 11,55 milioni di dollari.

### Jacksonville Jaguars
Il 4 settembre 2022 Edwards firmó con la squadra di allenamento dei Jacksonville Jaguars.

### Tennessee Titans
Il 26 settembre 2022 Edwards firmó con i Tennessee Titans. Nell'unica stagione con la squadra disputò 13 partite, di cui 7 come titolare, con 3 sack.

### Seattle Seahawks
L'11 maggio 2023 Edwards firmò con i Seattle Seahawks. Nel Monday Night Football del quarto turno contro i New York Giants mise a segno un sack e forzò un fumble. Chiuse l'unica stagione con la squadra con 15 presenze, di cui una come titolare, con 21 placcaggi e 2 sack.

### Houston Texans
Il 19 marzo 2024 Edwards firmò con gli Houston Texans.

## Palmarès
- Rookie della settimana: 1

10ª del 2015